# سانتياغو رودريغيز (لاعب كرة قدم)
سانتياغو رودريغيز (بالإسبانية: Santiago Rodríguez Molina)‏ هو لاعب كرة قدم أوروغواياني في مركزي الهجوم والوسط، ولد في 8 يناير 2000 في مونتفيدو في الأوروغواي. شارك مع منتخب الأوروغواي تحت 20 سنة لكرة القدم. أما مع النوادي، فقد لعب مع ناسيونال مونتيفيديو.

## وصلات خارجية
- سانتياغو رودريغيز (لاعب كرة قدم) على موقع الدوري الأمريكي (الإنجليزية)
- سانتياغو رودريغيز (لاعب كرة قدم) على موقع قاعدة بيانات كرة القدم.إي يو (الإنجليزية)
- سانتياغو رودريغيز (لاعب كرة قدم) على موقع Soccerway.com (الإنجليزية)
- سانتياغو رودريغيز (لاعب كرة قدم) على موقع عالم كرة القدم.نت (الإنجليزية)